# Boddenschwimmen
Das Boddenschwimmen ist ein jährlich ausgetragenes Langstreckenschwimmen von Ludwigsburg nach Wieck (Greifswald). Die Schwimmstrecke verläuft durch die Dänische Wiek und beträgt 2600 m. Jährlich nehmen etwa 200  Schwimmer teil. Seit 2006 organisiert die DLRG Greifswald das Schwimmen. Das Kinderboddenschwimmen feierte 2009 mit verkürzten Distanzen über 100 m, 200 m und 500 m seine Premiere. Die Sicherheit wird über örtliche Rettungsboote des THW, der Marinetechnikschule, der Feuerwehr Greifswald und der DLRG sowie Privatpersonen gewährleistet.
Das erste Schwimmen fand am 14. August 1921 statt. Von 1988 bis 2019 war das Boddenschwimmen fester Bestandteil des Fischerfestes in Wieck. 2020 ermöglichten die Organisatoren durch die Erstellung eines umfangreichen Hygienekonzepts, dass das Schwimmen trotz der Corona-Pandemie stattfinden konnte.

## Geschichte
Mit der Einrichtung der noch heute bestehenden Badeanstalt in Eldena gründete der Greifswalder Turner Bund (GTB) im Jahre 1915 eine eigene Schwimmabteilung. In der Greifswalder Zeitung erschien am 13. August 1921 eine offizielle Ankündigung für den kommenden Tag, die auf das „Schwimmen quer durch die Dänische Wiek“ und den Start um 15 Uhr in Ludwigsburg mit einem anschließenden Prüfungsschwimmen für Schwimmschüler hinweist. Der Sieger benötigte damals 57 Minuten für die ca. 2,6 Kilometer lange Strecke. Nachdem ein Jahr später bei nur drei Startern die einzige Frau die zwei männlichen Konkurrenten hinter sich ließ und beide sogar von den Begleitbooten aufgenommen werden mussten, gelangte man  zu der Aussage, dass Damen im Dauerschwimmen Hervorragendes leisten können.
In den nächsten Jahren war das Langstreckenschwimmen in das jährliche Schwimmfest des GTB an der Südmole eingebunden. Dieses begann vormittags mit der lange Strecke (2600 m), am Nachmittag fanden Wettkämpfe über kurze Strecken in Brust-, Rücken- und Beliebigschwimmen sowie Wasserballspiel statt. Nach dem Bau eines Sprungturmes auf der Südmole gab es auch Wettkämpfe im Turmspringen. Später kamen noch Tauchen und Rettungsschwimmen hinzu.
Auch heute noch wird die Strecke mit 2600 m ausgewiesen. Die Untiefe der Dänischen Wiek, den sogenannten Mittelgrund, hatten bereits die damaligen Organisatoren im Blick. So disqualifizierten sie 1927 zwei Stralsunder Schwimmer, die diese Untiefe für eine kurze Verschnaufpause nutzten.

„Die Veranstaltung des Schwimmens quer durch die Dänische Wiek stellt eine wertvolle Bereicherung unseres sportlichen Sommerprogramms dar.“

In den 1930er Jahren übernahm der Ausschuss für Leibesübungen die Durchführung des Wiekschwimmens. Der Wettkampf wurde der fünfte Bestandteil der Greifswalder Meisterschaften, bestehend aus Waldlauf, Straßen-Staffellauf, Meisterschaften der Kampfbahn und Meisterschaften der Turnhalle. Nach einigen Jahren ging die Organisation in die Hände des Greifswalder Schwimmerbundes über. Wer 1936 an den Start gehen wollte, musste ein Startgeld von 9 Pfennig zahlen. Dafür gab es eine Teilnehmerurkunde. Gestartet wurde auch bei hohen Wellen und Wassertemperaturen von 14 Grad. Damals bekam jeder Schwimmer ein eigenes Begleitboot, gestellt von dem Ausbildungsbataillon, der Landwirtschaftsschule und dem Ruderclub Hilda. Eine rege Anmeldung von 22 Teilnehmern sorgte schon für „Bootsknappheit“. Deshalb musste im Jahre 1935 jeder Starter ein eigenes Begleitboot stellen.
Nach dem Krieg meldete die Landeszeitung am 31. Juli 1947, dass man der Bevölkerung momentan keine lange Strecke zumuten wolle und es Überlegungen gäbe, das traditionelle Wiekschwimmen durch ein Ryckschwimmen zu ersetzen. In den 1950er Jahren gibt es keinerlei Aufzeichnungen über stattgefundene Wettkämpfe.
Mit dem Trubel des Fischerfestes lebte das Greifswalder Langstreckenschwimmen 1960 wieder auf und erhielt seinen noch heute gültigen Namen Boddenschwimmen. Zusammen mit dem Ryckhangeln gehörte es zum sportlichen Höhepunkt des Festes. In den 1970er Jahren stand die Ostseewoche, anstelle des Fischerfestes und des Boddenschwimmens, im Mittelpunkt.
Die Wiederaufnahme des Boddenschwimmens wurde aufgrund der niedrigen Wassertemperaturen am 30. Juli 1987 abgesagt, wie die Ostsee-Zeitung damals berichtete. Seit dem 18. Juli 1988 findet das Langstreckenschwimmen nun jährlich statt, zunächst organisiert durch den Stadt- und Kreissportbund. Allerdings hatte das Boddenschwimmen nach seinem Neustart mit geringen Teilnehmerzahlen und einem Schattendasein neben dem Fischerfest zu kämpfen. 2006 übernahm die DLRG Greifswald die Organisation des Boddenschwimmens. Seitdem wuchsen die Teilnehmerzahlen stetig und seit einigen Jahren wird  das aus Sicherheitsgründen gesetzte Limit von 200  Schwimmern erreicht. 2009 wurde zudem ein Kinderboddenschwimmen über 100 m, 200 m und 500 m eingeführt.
Im Jahr 2020 drohte aufgrund der Corona-Pandemie eine Unterbrechung. Wegen niedrigen Infektionszahlen in Mecklenburg-Vorpommern und einem ausführlichen Hygienekonzept konnte das Boddenschwimmen letztendlich mit 70 Schwimmern stattfinden. Es wurde ein Rundkurs über 1950 m geschwommen und auf die anschließende Siegerehrungen sowie das Kinderboddenschwimmen wurde verzichtet.